# Бар, Анри
Анри Бар (фр. Henri Bard; 29 апреля 1892[…], 2-й округ Лиона — 26 января 1951, VII округ Парижа) — французский футболист, нападающий. Известен выступлениями в составе клубов «Расинг» (Париж), «СА Париж» и национальной сборной Франции. Обладатель Кубка Франции. Участник Олимпийских игр 1920 и 1924 годов.

## Карьера
В раннем детстве переехал с родителями в Швейцарию, где начал заниматься футболом в клубе «Сервет де Женев». В 1911 году подписал контракт с парижским клубом «Расинг», отыграл за клуб пять лет. В 1913 году в возрасте двадцати лет получил первый вызов в национальную сборную Франции. В 1916—1917 годах выступал за клуб «КАСЖ».
В 1917 году перешёл в клуб «Лион». Весной 1918 года дошёл с «Лионом» до финала самого первого национального кубка, Кубка Шарля Симона, где проиграл парижскому «Олимпику».
В 1918 году пополнил состав клуба «СА Париж», с которым в 1920 году выиграл кубок Франции, в финальном поединке против «Гавра» Бар выходил на поле с капитанской повязкой и стал автором двух решающих голов.
За сборную Франции с 1913 по 1923 год провёл 18 матчей (8 в качестве игрока «Расинга» и 10 в качестве игрока «СА Париж»). Был участником летних Олимпийских игр 1920 года в Антверпене, на которых французы одержали свою первую победу над сборной Италией в официальном турнире. Атакующая линия сборной Франции в составе Жюля Девакеза, Поля Никола, Ремона Дюбли и Анри Бара, на протяжении пяти лет являлась одной из сильнейшей в Европе межвоенного периода.
Был в заявке сборной Франции на Олимпийских играх 1924 года, однако на поле ни разу не выходил.
После завершения футбольный карьеры Бар стал успешным архитектором. Государственный архитектурный диплом он получил в 1920 году. Сотрудничал с архитектором Жюльеном Флегенхаймером при проектировании и строительстве нескольких зданий в Париже в 1929 и 1930 годах. Работал а Бельгии и Франции.
В 1938 году был награждён Орденом Почётного легиона.
Скончался с 1951 году, похоронен в Женеве.